# Seroczyn (powiat sokołowski)
Seroczyn – wieś w Polsce położona w województwie mazowieckim, w powiecie sokołowskim, w gminie Sterdyń. Ma status sołectwa. Leży nad Cetynią dopływem Bugu.
| SIMC    | Nazwa    | Rodzaj    |
| ------- | -------- | --------- |
| 0690708 | Paciejew | część wsi |

W latach 1975–1998 miejscowość należała administracyjnie do województwa siedleckiego.
Seroczyn jest siedzibą  parafii Podwyższenia Krzyża Świętego.

## Obiekty zabytkowe
- Cerkiew Podwyższenia Krzyża Pańskiego drewniana z 1670 r. wzniesiona w miejscu starszej prawosławnej.
- drewniana dzwonnica konstrukcji słupowej, zbudowana ok. połowy XIX wieku.